# La nuora giovane
La nuora giovane è un film del 1975 diretto da Luigi Russo. La pellicola appartiene al genere della commedia erotica familiare.

## Trama
Franco, ricco e affascinante imprenditore in crisi con la moglie Laura, cede alla passione insieme alla nuora Flora. Nel frattempo il marito di Flora, Sandro, ha una relazione con la cognata, e tutti i membri della famiglia finiscono per avere delle tresche.